# Judeocatalán
El judeocatalán (también llamado catalánico o קאטאלנית qatalanit) es una presunta lengua judeorromance hablada en la Edad Media por las comunidades judías procedentes de las regiones de lengua catalana en España.
Lingüísticamente, tendría muchas características comunes con el antiguo shuadit (judeoprovenzal), aunque desde un punto de vista histórico, étnico y político, la comunidad judía catalanohablante se distinguiría claramente de la comunidad shuaditparlante, sobre todo a causa de la ocupación musulmana de la península ibérica.
La época culminante del judeocatalán pudo ser el período entre comienzos del siglo XII y 1391, cuando se produjo la expulsión de los judíos de Cataluña y Aragón, hacia las costas del norte de África más particularmente.

### Controversias
La misma existencia del judeocatalán está sujeta a debate en la actualidad. Mientras autores como Paul Wexler defienden su existencia, generalmente se entiende que "la evidencia de su existencia es escasa, aunque se conocen textos que mezclan el Catalán y el Hebreo, y el tema es más bien controversial" (Argenter, 2013, pp. 148-149).
En una de las pocas investigaciones sobre el tema, Feliu y Ferrer (2011) analizaron un conjunto de textos notariales del año 1443, y concluyen que su análisis "nos permite firmar el certificado de defunción de un fantasma lingüístico - el supuesto 'dialecto Judeo-Catalán' que nunca fue" (p. 59). Otro estudio posterior de algunos cantos de la misma época sugiere la existencia de un "repertorio lingüístico de los Judíos de la Cataluña medieval", aunque no demuestra la existencia de un dialecto propiamente tal.